# James Rossiter
James Rossiter (Oxford, 1983. augusztus 25. –) angol autóversenyző.

## Pályafutása
James Rossiter 14 éves korában kezdett el gokartozni, TKM és Rotax Max típusú gokartokban. Mindössze három évet és 20 futamot teljesített ebben a kategóriában, mielőtt átült volna az együléses versenyautókba. 2001-ben Rossiter egy Formula Palmer Audit tesztelt a korábbi Formula–1-es pilóta, Jonathan Palmer tesztpályáján, a Bedford Autodromon. A 2001-es és a 2002-es szezonok közötti időben Spanyolországban Guadixban a Formula Renault-nak és a tulajdonos Falcon Motorsportnak végzett tesztköröket. 2002-ben felajánlották, hogy versenyezzen a sorozatban, de ekkor még nem volt megfelelő engedélye. Ezt 2002 elején szerezte meg, majd részt vett a 4 Ford Fiesta és MG F versenyen, hogy megszerezze az indulás jogát.
Karrierje lassan indult be. A brit Formula Renault-sorozatot a negyedik helyen zárta. A 2002/2003-as téli szezon első két futamát megnyerte, a Donington Parkban az élről indulva, s még egyik versenytársának, Mathias Laudának az apja, a háromszoros Formula–1-es világbajnok, Niki Lauda is nyilvánosan dicsérte.
Rossiter a 2003-as szezonra csapatot váltott, a Fortex Motorsporthoz szerződött. Szép teljesítményt felmutatva a szezont a harmadik helyen zárta, Lewis Hamilton és Alex Lloyd mögött. Csak egy pálya volt, ahol a pole pozícióból indulva győzni is tudott, Thruxtonban. A téli szezonban a Manor Motorsport, az Alan Docking Racing és a Fortec tesztpilótája volt. Két pályán tesztelt versenyautókat: Croftban és Pemberyben.